# Boreophilia gelida
Boreophilia gelida är en skalbaggsart som först beskrevs av J. Sahlberg 1887.  Boreophilia gelida ingår i släktet Boreophilia och familjen kortvingar. Inga underarter finns listade i Catalogue of Life.